# Pedro Luis Priani
Pedro Norberto Luis Priani (Quilmes, 19 de octubre de 1916-1983) fue un abogado, comerciante y político argentino.
Se desempeñó como gobernador de facto del territorio nacional de Santa Cruz (entre 1956 y 1958, durante la dictadura de la Revolución Libertadora), de la provincia de Santa Cruz (en 1962, designado por José María Guido) y gobernador de facto de la provincia del Chubut (entre 1962 y 1963, designado también por Guido).

## Biografía
Nació en Quilmes (provincia de Buenos Aires) en 1916. Estudió en la Facultad de Ciencias Jurídicas y Sociales de la Universidad Nacional de la Plata. Se casó con Doris Allinson Bell, de ascendencia británica. En el ámbito privado, se desempeñó como socio y gerente de casas comerciales.
Participó en la Segunda Guerra Mundial, al servicio del Reino Unido, como teniente del regimiento 4 de infantería ligera de Somerset del Ejército Británico entre 1944 y 1945, recibiendo la Cruz Militar en 1946. Antiperonista, más tarde adhirió a un intento de complot del coronel José Francisco Suárez contra el gobierno de Juan Domingo Perón, junto con otros civiles.
En septiembre de 1956, fue designado gobernador del Territorio Nacional de Santa Cruz por el presidente de facto Pedro Eugenio Aramburu. En su gestión, se realizó la convención constituyente que redactó la carta magna de la nueva provincia de Santa Cruz. Tras su sanción, convocó a las primeras elecciones provinciales. En mayo de 1958, fue sucedido por el primer gobernador constitucional, Mario Paradelo. Durante su gestión, la localidad de Cañadón León pasó a llamarse Gobernador Gregores y fue creada la policía provincial.
En mayo de 1962, el presidente José María Guido lo designó comisionado federal de la provincia de Santa Cruz, desempeñando el cargo por pocos meses hasta octubre del mismo año, cuando Guido lo designó comisionado federal de la provincia del Chubut.
Falleció en 1983.